# Chicken Little (мультфильм, 1943)
Маленький цыплёнок (англ. Chicken Little) — короткометражный мультипликационный фильм 1943 года, созданный Уолтом Диснеем во время Второй мировой войны и снятый Клайдом Джероними. Основан на европейской народной сказке «Хенни-Пенни», известной в США как «Маленький цыплёнок». Это антинацистский мультфильм, показывающий пороки массовой истерии.

## Сюжет
Рассказчик знакомит зрителей со счастливыми и довольными местными жителями: Коки Локки, Хенни Пенни, Турки Лурки, Даки Лаки, Гуси Пуси и Чикен Литтл (англ. Cocky Locky, Henny Penny, Turkey Lurkey, Ducky Lucky, Goosey Poosie and Chicken Little) — все они проживают в уютной и хорошо защищённой птицеферме. Но они не знают, что за пределами двора появился голодный лис Фокси Локси (англ. Foxy Loxy), который намеревается поймать себе обед из курятины. Однако он не может преодолеть высокий забор, запертые ворота и бдительного фермера. Но Фокси Локси хитрит, зная, что есть и другие способы украсть курицу. Поэтому, следуя совету из своей книги по психологии, он заявляет: «Почему я должен получить только одну, когда я могу получить их все». Он читает вслух отрывок, в котором говорится, что лучший способ манипулировать всем стадом — начать с «наименее умного» (которым во дворе оказывается Чикен Литтл).
Затем Фокси Локси отламывает кусок дерева от вывески гадалки, а затем дезориентирует Чикен Литтла намёком на грозу, прежде чем бросить этот кусок ему на голову, притворяясь «голосом судьбы». Фокси Локси говорит Чикен Литтлу, что небо падает, и кусок такового ударил его по голове, а затем продолжает говорить ему, что он должен бежать, спасая свою жизнь. Чикен Литтл бежит распространять информацию среди всех, сея панику, и приводя толпу туда, где, как он считает, кусок неба ударил его. Но после того, как лидер стаи петух Коки Локки, немедленно доказывает, что история ложна, и толпа расходится, Чикен Литтл чувствует себя униженным.
Раздражённый тем, что его план не сработал, Фокси Локси снова обращается к своей книге, чтобы найти что-то, что можно сделать с Коки Локки, и находит отрывок, в котором ему предлагается «подорвать веру масс в их лидеров». Он направляется в круги друзей Хенни Пенни, Турки Лурки, Даки Лаки и Гуси Пузи, чтобы распустить слухи об интеллекте и лидерстве Коки Локки. Это вызывает новую волну паники среди птиц, распространяющих слухи.
Когда лидерство Коки Локки находится под вопросом, Фокси Локси использует это, чтобы польстить Чикен Литтлу, убедив его встать и бросить вызов праву Коки Локки на лидерство. Тогда за мотивированный и наполненный уверенностью Чикен Литтл объявляет толпе, что он их новый лидер, и заявляет, что он спасёт все их жизни. Коки Локки возражает против этого, заявляя, что небо не падает. Эти двое спорят об этом, пока Коки Локки не заявляет: «Если небо падает, почему оно не бьёт меня по голове?» Из своего укрытия Фокси Локси использует рогатку, чтобы выстрелить ему в голову куском дерева в форме звезды, нокаутировав его. Это шокирует всех, и все становятся убеждены, что Чикен Литтл всё это время был прав насчёт неба. Когда они спрашивают его, что им делать, Фокси Локси шепчет Чикен Литтлу, чтобы тот провёл их в «пещеру», где все смогут спрятаться от «падающего неба». Чикен Литтл уводит паникующие массы с фермы через лес в пещеру (которая на самом деле является логовом Фокси Локси), и как только все оказываются внутри, Фокси Локси входит за ними и заваливает вход валуном. Рассказчик уверяет зрителей, что «всё будет хорошо», но мультфильм заканчивается тем, что Фокси Локси ковыряется в зубах и выстраивает вилочные кости съеденных птиц в ряд, напоминающий военное кладбище. Рассказчик потрясён и настаивает на том, что история должна была закончиться не так. Фокси Локси ломает четвёртую стену, напоминая рассказчику не верить всему, что он читает.

## В ролях
- Фрэнк Грэхэм[англ.] в роли рассказчика / Фокси Локси / Чикен Литтл / Коки Локки / Турки Лурки / Дополнительные персонажи.
- Кларенс Нэш в роли уток (только кряканье).
- Флоренс Гилл в роли кур (только кудахтанье).

## Фокси Локси и Майн кампф
По словам историка анимации Дэвида Герштейна в комментарии к блогу Андреаса Дежа, студия изменила название книги, которую читает Фокси Локси, с «Майн кампф» Гитлера на «Психология» в послевоенном переиздании.

## Другие появления
Коки Локки появляется в эпизодической роли в «Рождественской истории Микки», танцуя на вечеринке Феззивига (англ. Fezzywig). Чикен Литтл появляется в эпизодической роли в анимационно-игровом фильме «Кто подставил кролика Роджера».